# Heptodonta
Heptodonta es un género de coleópteros adéfagos de la familia Carabidae.

## Especies
Contiene las siguientes especies:
- Heptodonta analis (Fabricius, 1801)
- Heptodonta arrowi (W. Horn, 1900)
- Heptodonta eugenia Chaudoir, 1865
- Heptodonta ferrarii Gestro, 1893
- Heptodonta lumawigi (Wiesner, 1980)
- Heptodonta melanopyga Schaum, 1862
- Heptodonta mindoroensis Cassola, 2000
- Heptodonta positcalis White, 1844
- Heptodonta pulchella (Hope, 1831)
- Heptodonta vermifera (W. Horn, 1908)